# هیلا صدیقی
هیلا صدیقی (زادهٔ ۱۳۶۴) شاعر، نقاش و فعال اجتماعی اهل ایران است.

## زندگی‌نامه
هیلا صدیقی در سال ۱۳۶۴ در تهران متولد شد. او در تابستان ۱۳۸۱، انجمن فرهنگی ادبی نیستان را تأسیس کرد و جوان‌ترین دبیر انجمن فرهنگی، ادبی ایران شد. جلسات ادبی این انجمن ابتدا به صورت فصلی و سپس به صورت ماهانه تا بهار سال ۱۳۸۸ برگزار می‌شد. در این مراسم شاعران معاصر و استادان حضور داشتند و گروه‌های مختلف موسیقی نیز قطعاتی را اجرا می‌کردند. او در همان سال سردبیر نشریه شهر بچه‌ها وابسته به شهرداری منطقه ۶ تهران شد و در راه‌اندازی موزه منزل پدری دکتر شریعتی نیز همکاری داشت. وی در سال ۱۳۸۲ وارد دانشگاه شد و در رشتهٔ حقوق شروع به تحصیل کرد.
هیلا صدیقی در ۱۳۸۵ ستاد انتخاباتی باران را تأسیس کرد و در انتخابات‌های مختلفِ شورای شهر، مجلس و ریاست جمهوری از نامزدهای عموماً اصلاح‌طلب حمایت کرد. فعالیت این ستاد تا سال ۱۳۸۸ ادامه یافت. او در سال ۱۳۸۶ به کمک برخی از دوستانش کانون کیمیاداران جوان را با هدف حفظ و احیای میراث فرهنگی کشور تأسیس کرد و سپس دبیر آن کانون شد. صدیقی در سال ۱۳۸۷ مسئول واحد حقوقی معاونت فرهنگی اجتماعی شهرداری تهران شد که در سال ۱۳۸۸ از این سمت استعفا داد. او دارای مدرک کارشناسی حقوق است.
هیلا صدیقی در آذر سال ۱۴۰۰، آلبومی با عنوان هنگام طلوع، با متن و صدای خود به همراه آهنگسازی محمدمهدی گورنگی منتشر کرد. این آلبوم توسط انتشارات «رهگذر هفت اقلیم» و با کسب مجوز از وزارت ارشاد منتشر شد.

## انتخابات ریاست جمهوری سال ۱۳۸۸

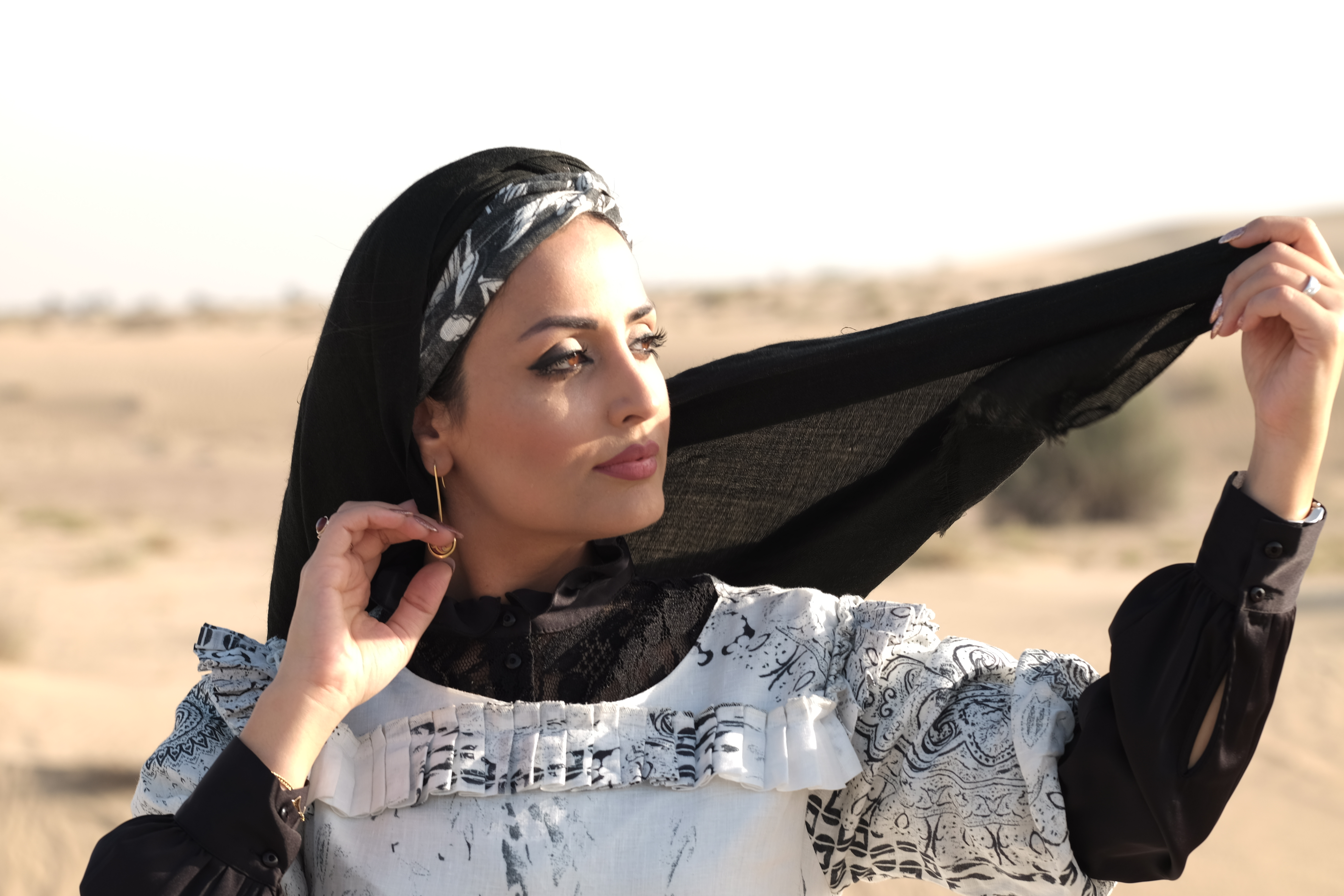

هیلا صدیقی در انتخابات سال ۱۳۸۸ با حمایت از میرحسین موسوی در ستاد مرکزی وی و همچنین ستاد ائتلاف اصلاح طلبان فعالیت کرد و همچنین ستاد باران را در حمایت از موسوی فعال کرد. او در اردیبهشت همان سال با همکاری «ستاد ۸۸» نشست شاعران و ادیبان معاصر در حمایت از میرحسین موسوی را برگزار کرد.
هیلا صدیقی در آبان ۱۳۸۸ پس از چند ماه سکوت و غیبت در فضای عمومی پس از ۲۲ خرداد در انجمن ادبی امیرکبیر پشت تریبون رفت و شعر «کلاس درس خالی مانده از تو» را در اعتراض به حوادث سال ۱۳۸۸ خواند و آن را به یاران سبزش تقدیم کرد.
او در اردیبهشت ماه ۱۳۸۹ نیز شعر «بابا» و در مهر همان سال نیز شعر «سبز است دوباره» را اجرا کرد که در رسانه‌های مختلف از جمله شبکه‌های ماهواره‌ای پخش شد و به زبان‌های مختلف دنیا ترجمه شد.
در ۱۸ آذر ۱۳۸۹ مأموران وزارت اطلاعات به خانه وی رفتند و اموال شخصی وی را ضبط کردند و بعد از آن به مدت یک ماه هر روز وی را برای بازجویی به وزارت اطلاعات بردند. او در اردیبهشت ۱۳۹۰ برای اولین بار بازداشت شد و به زندان اوین برده شد. سپس با قید وثیقه آزاد شد. او در ۲۵ مرداد ۱۳۹۰ در شعبه ۲۶ دادگاه انقلاب اسلامی محاکمه شد و رسانه‌ها خبر دادند که به چهار ماه حبس تعزیری به پنج سال تعلیقی محکوم گردید. هیلا صدیقی همچنین از سال ۸۸ تا مهر ماه سال ۹۰ ممنوع‌الخروج بوده‌است.

## نمایشگاه نقاشی فصل ستاره
هیلا صدیقی چند ماه بعد و در بهمن ۱۳۹۰ نمایشگاهی از آثار هنری خود در قالب بوم‌های نقاشی راه‌اندازی کرد که با استقبال وسیع مردم از شهرهای مختلف ایران و چهره‌های هنری و سیاسی مواجه شد. در این نمایشگاه هیلا صدیقی آثار رئال و سورئال خود را به کمک پاستل و افشانه به تصویر کشید.

## کارگردانی
شیواتیر نام اولین تجربه هیلا صدیقی در مقام کارگردان است. این فیلم نیمه بلند که به کارگردانی و نویسندگی هیلا صدیقی تهیه شده‌است، به افسانه آرش کمانگیر بر اساس منظومه «آرش» سیاوش کسرایی پرداخته‌است. فیلم «شیواتیر» در سال ۱۳۹۳ مراحل ساخت خود را آغاز نمود و در تیر ۱۳۹۷ فرصت اکران پیدا کرد. از این فیلم به عنوان «اولین چکامه‌خوانی در سینما» یاد کرده‌اند.

## جایزه دیده‌بان حقوق بشر
او در سال ۲۰۱۲ میلادی برنده جایزه هلمن همت دیده‌بان حقوق بشر شد.

## نمایشگاه نقاشی زنان پارسی
در سال ۲۰۱۳ نمایشگاه نقاشی زنان پارسی به هنر فرشاد علمداری در آمریکا برگزار شد. او در یکی از این تصاویر، پرترهٔ هیلا صدیقی را به تصویر کشید.

## بازداشت
صدیقی پس از حوادث ۱۳۸۸ و به دلیل سرودن اشعارش چندین بار احضار و بازجویی و در سال ۱۳۹۰ بازداشت شد و دادگاه انقلاب او را به چهار ماه حبس تعزیری و پنج سال حبس تعلیقی محکوم کرد.
وی مجدداً در روز پنجشنبه ۱۷ دی ۹۴ هنگام بازگشت از امارات به ایران در فرودگاه امام تهران بازداشت شد. وی دو روز بعد با قرار وثیقه آزاد شد.

## لینک اشعار و سخنرانی‌ها
- زن ایرانی - هیلا صدیقی در یوتیوب
- سبز است دوباره - هیلا صدیقی در یوتیوب
- هوای پاییز … شاعر :هیلا صدیقی Hila sedighi در یوتیوب
- شب آیینه‌ها - هیلا صدیقی Hila sedighi در یوتیوب
- روسری سیاه من شاعر :هیلا صدیقی Hila sedighi در یوتیوب
- گل مریم - هیلا صدیقی در یوتیوب
- همایش جوانان اصلاح طلب - شهرکرد - هیلا صدیقی در یوتیوب